# جیانی زویورلون
جیانی زویورلون (انگلیسی: Gianni Zuiverloon؛ زادهٔ ۳۰ دسامبر ۱۹۸۶) بازیکن سابق فوتبال اهل هلند است که در پست مدافع میانی بازی می‌کرد.
وی همچنین در تیم ملی فوتبال زیر ۲۱ سال هلند بازی کرده‌است.